# Five Nights at Freddy's: Sister Location
Five Nights at Freddy's: Sister Location é um jogo eletrônico de terror do tipo point and click, desenvolvido e publicado de forma independente por Scott Cawthon. Lançado inicialmente para Microsoft Windows em 7 de outubro de 2016, o título é o quinto jogo principal da série Five Nights at Freddy's e apresenta uma abordagem distinta em relação aos seus antecessores, incorporando uma estrutura narrativa mais elaborada, novas mecânicas e maior foco em sequências de ação e exploração.
Diferentemente dos jogos anteriores, Sister Location se passa em uma instalação subterrânea chamada Circus Baby's Entertainment and Rental, onde o jogador assume o papel de um técnico noturno responsável por consertar animatrônicos avançados. O jogo introduz novos personagens, como a animatrônica Circus Baby, e utiliza uma narrativa fragmentada que se desenrola ao longo de cinco noites, com finais alternativos dependendo das escolhas do jogador.
O jogo recebeu críticas geralmente positivas por sua ambientação, narrativa mais desenvolvida e mudanças na jogabilidade, sendo considerado por muitos como um dos títulos mais inovadores da franquia. Versões para Android e iOS foram lançadas nos meses seguintes, e edições para consoles foram disponibilizadas em 2020.

## Jogabilidade
Diferente dos títulos anteriores da série, Five Nights at Freddy's: Sister Location adota uma jogabilidade mais variada e segmentada, abandonando o tradicional sistema de câmeras fixas e portas. O jogador assume o papel de um técnico noturno que deve realizar diferentes tarefas ao longo de cinco noites em uma instalação subterrânea chamada Circus Baby's Entertainment and Rental.
Cada noite apresenta desafios distintos, como se esconder de animatrônicos hostis, realizar manutenções em sistemas elétricos, reiniciar equipamentos e navegar por corredores escuros. A interação é feita principalmente por meio do teclado e mouse, e o jogo é dividido em seções interativas com comandos específicos, como pressionar botões, arrastar elementos e se mover silenciosamente.
Um dos principais destaques da jogabilidade é a presença de minijogos escondidos e finais alternativos, que exigem do jogador a realização de ações específicas, como a conclusão de um enigmático minijogo em 8 bits para desbloquear o chamado "final real" do jogo. A cada nova noite, a narrativa progride por meio de diálogos e áudios automáticos, oferecendo pistas sobre o enredo e os mistérios dos animatrônicos.
Além disso, Sister Location introduz uma mecânica de escolha: em determinado momento, o jogador pode optar por seguir ordens ou desobedecê-las, o que influencia diretamente os rumos da história e os desfechos possíveis.

## Enredo
O enredo de Five Nights at Freddy's: Sister Location se passa na Circus Baby's Entertainment and Rental, uma instalação subterrânea secreta operada pela fictícia empresa Afton Robotics, subsidiária da Fazbear Entertainment. Diferente dos restaurantes da série principal, essa instalação serve para alugar animatrônicos avançados para festas infantis, mantendo-os armazenados e testados longe do público.
O jogador controla Michael, um homem que se candidata a um emprego de técnico de manutenção noturna na instalação. Embora sua identidade seja revelada apenas mais tarde, ele é eventualmente confirmado como Michael Afton, filho de William Afton, o criador dos animatrônicos. Ao longo das cinco noites, Michael realiza tarefas orientadas por uma voz automatizada chamada "HandUnit", mas também é guiado por Circus Baby, uma das animatrônicas principais, que demonstra consciência e inteligência própria.
A narrativa apresenta eventos traumáticos e sinistros que ocorreram no passado da instalação, incluindo o desaparecimento de crianças e o mau funcionamento dos animatrônicos. Fragmentos do enredo são revelados por meio de áudios, minijogos em estilo retrô e cutscenes, criando um enredo fragmentado e interpretativo, típico da série. Um dos momentos mais emblemáticos é a revelação de que Circus Baby possui a consciência da filha de William Afton, Elizabeth, que morreu tragicamente após ser atraída e capturada pela animatrônica.
O final padrão mostra Michael sendo enganado por Baby e aprisionado dentro de um traje animatrônico chamado Ennard, uma fusão dos principais robôs da instalação. Com o corpo de Michael, Ennard consegue escapar para a superfície. Em um final alternativo, desbloqueado ao concluir um minijogo secreto, o jogador descobre que Michael sobrevive mesmo após o corpo ter sido usado por Ennard, e que ele está determinado a encontrar seu pai, encerrando com a frase: "Pai, ainda estou aqui."

## Lançamento
Five Nights at Freddy's: Sister Location foi lançado oficialmente para Microsoft Windows em 7 de outubro de 2016 por meio da plataforma Steam. O lançamento havia sido inicialmente previsto para o dia 6 de outubro, mas foi adiado por Scott Cawthon para que ajustes fossem feitos em relação ao tom mais sombrio e adulto do conteúdo.
As versões para Android e iOS foram lançadas nos meses seguintes. A edição para Android chegou em 22 de dezembro de 2016, enquanto a versão para iOS foi disponibilizada em 3 de janeiro de 2017, ambas desenvolvidas e otimizadas pela Clickteam USA.
Anos depois, em 18 de junho de 2020, Sister Location foi relançado para consoles, incluindo Nintendo Switch, PlayStation 4 e Xbox One, como parte do esforço de relançamento dos jogos principais da franquia para uma nova geração de plataformas. Essa versão contou com ajustes nos controles e interface para melhor adaptação ao formato dos consoles.

## Trilha sonora
A trilha sonora de Five Nights at Freddy's: Sister Location foi composta por Leon Riskin, marcando sua estreia oficial como compositor na série principal da franquia Five Nights at Freddy's. A música foi desenvolvida com o intuito de criar uma atmosfera de suspense, mistério e tensão, reforçando o tom sombrio e a ambientação claustrofóbica do jogo.
Riskin utilizou uma combinação de sintetizadores, sons eletrônicos e elementos orquestrais para compor faixas que acompanham as diversas fases e momentos do jogo, desde as seções de exploração até os encontros de alta tensão com os animatrônicos. Esta diversidade sonora contribui para aumentar o envolvimento do jogador e intensificar a imersão na experiência.
Além das faixas originais, a trilha sonora inclui efeitos sonoros característicos da série, como ruídos mecânicos, alarmes e vozes distorcidas, que não apenas funcionam como elementos narrativos, mas também atuam como pistas importantes para a jogabilidade.
A trilha sonora foi oficialmente lançada em plataformas de streaming como YouTube e Spotify, sendo amplamente elogiada pela comunidade por sua qualidade e por complementar de forma eficaz a narrativa e o clima do jogo.
Todas as faixas foram compostas por Leon Riskin.
| N.º | Título                   | Duração |  |
| 1.  | "Gradual Liquidation"    | 2:04    |  |
| 2.  | "Begin Shift"            | 0:14    |  |
| 3.  | "The Control Module"     | 2:32    |  |
| 4.  | "Under the Desk"         | 1:04    |  |
| 5.  | "Shift Complete"         | 0:11    |  |
| 6.  | "Dramatic Soap Opera"    | 0:28    |  |
| 7.  | "Crumbling Dreams"       | 2:03    |  |
| 8.  | "Casual Bongos"          | 0:08    |  |
| 9.  | "Ambience 1"             | 0:32    |  |
| 10. | "Ambience 2"             | 0:30    |  |
| 11. | "Ambience 3"             | 0:33    |  |
| 12. | "Turtle Crusher"         | 1:49    |  |
| 13. | "Turtle Crusher (Slow)"  | 2:25    |  |
| 14. | "Watch Your 6"           | 2:08    |  |
| 15. | "Custom Night"           | 3:15    |  |
| 16. | "Venta Black"            | 2:40    |  |
| 17. | "Forbidden Nocturne"     | 3:16    |  |
| 18. | "Drag Me to the Crusher" | 2:38    |  |
| 19. | "MVP"                    | 0:27    |  |
| 20. | "Demolition Inevitable"  | 0:48    |  |

## Recepção

### Crítica profissional
Five Nights at Freddy's: Sister Location recebeu uma recepção mista por parte da crítica especializada, com alguns analistas destacando inovações e avanços na franquia, enquanto outros apontaram limitações na jogabilidade.
No Metacritic, a versão para PC obteve uma pontuação média de 62/100, com avaliações que elogiaram a atmosfera e as novidades mecânicas, mas criticaram a falta de profundidade no design. No OpenCritic, o título registrou média de 71/100, com 20% dos críticos recomendando a experiência. Por outro lado, a recepção dos jogadores na Steam foi significativamente mais positiva, com uma média de 91/100, refletindo uma opinião mais favorável do público em relação à qualidade geral do jogo.
O TechRaptor elogiou o título por romper com a fórmula tradicional da franquia, descrevendo-o como “não o que você esperava” e destacando a inovação tanto na narrativa quanto nos elementos de jogabilidade. O RelyonHorror atribuiu nota 7/10, reconhecendo o mérito da atmosfera e do mistério, mas apontando a falta de continuidade na trama. Alguns veículos mantiveram uma posição intermediária. O Gamezebo avaliou o jogo com 3/5, considerando a narrativa um ponto forte, porém ressaltando que a estrutura linear limita a experiência. Já o GameCrate deu nota 7,5/10, destacando a tensão da jogabilidade e o design, embora tenha observado que a experiência não se iguala totalmente à dos títulos anteriores. Entre críticas mais moderadas, o Destructoid concedeu 6/10, elogiando o uso eficaz do horror psicológico, mas observando que a estrutura geral da jogabilidade apresenta limitações.

## Controvérsias
Logo após o lançamento, diversos jogadores apontaram que a quarta noite apresentava um pico de dificuldade considerado desproporcional, tornando a progressão frustrante para parte do público. Em resposta, Scott Cawthon lançou uma atualização que ajustou o desafio, suavizando alguns elementos da fase.
Outra fonte de controvérsia envolveu o foco narrativo mais acentuado e a estrutura linear de jogabilidade, o que, segundo alguns críticos, reduziu a profundidade e a capacidade de rejogabilidade em comparação aos títulos anteriores. Também houve críticas ao enredo por introduzir elementos considerados excessivamente complexos ou inconsistentes com o cânone da franquia, gerando divergências na interpretação da cronologia oficial.

## Legado e impacto cultural
Five Nights at Freddy’s: Sister Location consolidou-se como um dos títulos mais marcantes da franquia, sendo frequentemente citado por fãs e críticos como o ponto em que a série passou a adotar uma abordagem narrativa mais cinematográfica. Ao abandonar parcialmente a fórmula estática dos jogos anteriores, o título influenciou diretamente a concepção dos capítulos subsequentes, como Freddy Fazbear's Pizzeria Simulator e Security Breach, que também incorporaram seções narrativas e mecânicas variadas.
O jogo também teve papel relevante no crescimento da comunidade de criadores de conteúdo focados na franquia. Sister Location tornou-se tema recorrente de vídeos no YouTube e transmissões ao vivo em plataformas como Twitch, impulsionando discussões e teorias sobre sua trama e relação com a linha temporal oficial.
Além disso, elementos do jogo, como os personagens Circus Baby e Ennard, tornaram-se ícones dentro da cultura pop associada à franquia, aparecendo em produtos licenciados, fanarts, mods e atrações de terror temáticas. Esses personagens continuam a ser referências recorrentes em comunidades virtuais e eventos de fãs.
O impacto de Sister Location também se estendeu à cena indie de jogos de terror, sendo frequentemente citado como exemplo de como franquias estabelecidas podem reinventar suas mecânicas para evitar desgaste de fórmula.

## Sequências e derivados
A narrativa e os personagens de Five Nights at Freddy’s: Sister Location exerceram influência direta nos títulos subsequentes da franquia. A personagem Circus Baby, por exemplo, desempenha papel central em Freddy Fazbear’s Pizzeria Simulator (2017), que dá continuidade a eventos sugeridos no enredo de Sister Location.
Vários personagens e locais do jogo reaparecem em Five Nights at Freddy's: Help Wanted (2019) e Help Wanted 2 (2023) título em realidade virtual que revisita momentos icônicos da série e inclui minijogos baseados em cenários de Sister Location.
Referências visuais e narrativas também aparecem em Five Nights at Freddy’s: Security Breach (2021), incluindo menções a personagens e acontecimentos passados.
O título também inspirou produtos licenciados como figuras colecionáveis, livros e HQs baseados em seus personagens, ampliando sua presença fora do meio digital.